# Promenaea
Promenaea – rodzaj roślin z rodziny storczykowatych (Orchidaceae). Obejmuje 15 endemicznych gatunków występujących we wschodniej regionach Brazylii.

## Systematyka
Rodzaj sklasyfikowany do podplemienia Zygopetalinae w plemieniu Cymbidieae, podrodzina epidendronowe (Epidendroideae), rodzina storczykowate (Orchidaceae), rząd szparagowce (Asparagales) w obrębie roślin jednoliściennych.
Wykaz gatunków
- Promenaea acuminata Schltr.
- Promenaea catharinensis Schltr.
- Promenaea dusenii Schltr.
- Promenaea fuerstenbergiana Schltr.
- Promenaea guttata (Rchb.f.) Rchb.f.
- Promenaea microptera Rchb.f.
- Promenaea nigricans Königer & J.G.Weinm.bis
- Promenaea ovatiloba (Klinge) Cogn.
- Promenaea paranaensis Schltr.
- Promenaea rollissonii (Lindl.) Lindl.
- Promenaea silvana F.Barros & Cath.
- Promenaea sincorana P.Castro & Campacci
- Promenaea stapelioides (Link & Otto) Lindl.
- Promenaea viridiflora F.Barros & Barberena
- Promenaea xanthina (Lindl.) Lindl.